# Isabel Freyre
Isabel Freire de Andrade (Beja, c. 1507 – Toro, c. 1536), dama portuguesa a qui se li atribuïa ser la pastora Elisa dels poemes de Garcilaso de la Vega.
Filla de Bernardim d'Almeida i de Guiomar Freire d'Andrade, per part paterna pertanyia als comtes d'Abrantes, descendents de la Casa Reial portuguesa, encara que algun autor recull un antic testimoniatge que la feia familiar dels ducs de Bragança.
Va ser una de les dames que, en 1526, va acompanyar Isabel de Portugal a Castella, per al casament d'aquesta amb Carles I. Trobant-se la Cort a Toledo, entre octubre de 1528 i març de 1529, va contreure matrimoni amb D. Antonio de Fonseca, regidor de Toro, futur senyor de Villanueva de Cañedo i hereu del mayorazgo fundat pel seu avi Alonso de Fonseca, bisbe d'Àvila, Conca i Osma.
El matrimoni Fonseca-Freyre es va establir a Toro, ciutat on Antonio de Fonseca, conegut com el Gros, formava part de les elits del poder local. Isabel va donar a llum, almenys, tres fills: Alonso de Fonseca, que casarà amb Juana Enríquez, de qui baixen els titulars del comtat de Villanueva de Cañedo; Caterina de Fonseca, que va matrimoniar amb Pedro Enríquez; i Guiomar de Fonseca, monja al monestir de Sancti Spiritus, de Toro.
El més probable és que Isabel Freire morís en un quart o cinquè part, o a conseqüència d'ell, i va ser enterrada a la capella familiar dels Fonseca al toresà monestir de Sant Ildefons, en un any comprès entre 1534 i 1537.